# Bacopa pennellii
Bacopa pennellii är en grobladsväxtart som beskrevs av Graziela Maciel Barroso och Ichaso. Bacopa pennellii ingår i släktet tjockbladssläktet, och familjen grobladsväxter. Inga underarter finns listade i Catalogue of Life.